# Бараево
Бараево (серб. Барајево) — населённый пункт в Сербии, округе Белград, центр общины Бараево.

## Население
В селе проживает 8325 жителей, из которых совершеннолетних 6425. Средний возраст — 39,9 года (мужчины — 38,8 года, женщины — 41,0 года). В населённом пункте 2789 домохозяйств, среднее число членов в которых — 2,98.
|            | Этносы | Численность |
| ---------- | ------ | ----------- |
|            | сербы  | 7705        |
| цыгане     | 81     |             |
| черногорцы | 76     |             |
| югословены | 52     |             |
| горанцы    | 37     |             |
| муслимане  | 37     |             |